# Zihuatanejo de Azueta
Zihuatanejo de Azueta är en kommun i Mexiko.   Den ligger i delstaten Guerrero, i den södra delen av landet, 300 km sydväst om huvudstaden Mexico City. Antalet invånare är 118 211. Arean är 1 468 kvadratkilometer.
Terrängen i Zihuatanejo de Azueta är bergig norrut, men söderut är den kuperad.
Följande samhällen finns i Zihuatanejo de Azueta:
- Zihuatanejo
- San José Ixtapa
- El Coacoyul
- Ixtapa
- Pantla
- Vallecitos de Zaragoza
- Colonia Aeropuerto
- Villa Hermosa
- Los Almendros
- Los Achotes
- San Miguelito
- Los Reyes
- El Zarco
- Barbulillas
- El Posquelite
- Colonia Vista Mar
- Los Llanitos
- Colonia Tres de Diciembre
- Fraccionamiento Ayocuán
- La Laja
- La Parota
- Zumatlán
- Las Pipinas
- Atzacualoya
- Ampliación las Chiveras